# Dorobek aktorski Danuty Stenki
Dorobek artystyczny polskiej aktorki Danuty Stenki obejmuje ponad 80 ról teatralnych, prawie 50 ról w Teatrze Telewizji, ponad 50 ról w filmach, prawie 30 występów serialowych oraz prawie 30 ról głosowych.

## Filmografia

### Filmy
Spis sporządzono na podstawie materiału źródłowego.
- 1990: Rozmowy o miłości jako Elżbieta
- 1992: Sprawa kobiet jako matka Agnes
- 1993: Jakub jako matka Jakuba
- 1994: Niebieska róża jako mama
- 1995:
  - Łagodna jako służąca Łukiera
  - Kociak jako mama
  - Prowokator jako Marta Moraczewska
  - Gnoje jako partnerka Cześka w Bieszczadach
- 1996:
  - Nocne graffiti jako Joanna, matka Moniki
  - Odwiedź mnie we śnie jako Alicja Jaworska
- 1997:
  - Łóżko Wierszynina jako Olga Knipper
  - Szczęśliwego Nowego Jorku jako żona „Profesora”
  - Cudze szczęście jako Anna Kowalska
- 1999:
  - Ekstradycja jako Krystyna Małek, kochanka Halskiego
  - Ostatnia misja jako Kałużyńska, prezes funduszu powierniczego
  - Warszawska Niobe jako Jadwiga Romocka
- 2000: Cud purymowy jako Jadwiga Kochanowska, żona Jana
- 2001:
  - Człowiek, jakich wielu jako Anna
  - Quo vadis jako Pomponia Grecyna, opiekunka Ligii
  - Migotanie
- 2002:
  - Chopin. Pragnienie miłości jako George Sand
  - Wszyscy święci jako Krystyna, żona Jana
  - O byciu wiernym jako Dagmar
- 2004:
  - Nigdy w życiu! jako Judyta Kozłowska
  - O czym są moje oczy jako mama Kaśki
  - Siedem grzechów popcooltury jako Sobolowa
- 2005:
  - Kochankowie z Marony jako Hornowa
  - PitBull jako Dzieciobójczyni
- 2006:
  - Bezmiar sprawiedliwości jako Kamila Wilczek
  - Janek jako Teresa
  - Tylko mnie kochaj jako Judyta z Nigdy w życiu!
- 2007:
  - Ryś jako „Ruda”, asystentka „Kredy”
  - Katyń jako Róża, żona generała
- 2008:
  - Lejdis jako Nina, matka Moni
  - Jeszcze raz jako Anna Krzyżańska
- 2009:
  - Idealny facet dla mojej dziewczyny jako Teresa Wodzień oraz Maria Chmurska
  - Dzieci Ireny Sendlerowej jako Hannah Rozenfeld
  - Randka w ciemno jako cygańska wróżka
- 2010:
  - Ciacho jako Urszula
  - Robert Mitchum nie żyje jako Katia
- 2011:
  - Daas  jako księżna
  - Uwikłanie jako Jadwiga Telakowa, żona Henryka
- 2012:
  - Wyręczony zaręczony jako „mało znana aktorka” Danka
  - Nad życie jako dr Ewa Bielecka
  - Matka jako matka
- 2013:
  - Bejbi blues jako matka Kuby
  - W ciemnym lesie
- 2014: Kamienie na szaniec jako Zdzisława Bytnarowa, matka Jana Bytnara, ps. „Rudy”
- 2015:
  - Chemia jako doktor Sowa
  - Na wieży Babel
  - Miranda jako matka Franka
- 2016: Planeta singli jako matka Ani
- 2017:
  - Zgoda jako matka Franka
  - Techno
  - Listy do M. 3 jako Rudolf
  - Tabliczka mnożenia jako matka
- 2018:
  - Wilkołak jako Jadwiga
  - Planeta singli 2 jako Krystyna Kwiatkowska, matka Ani
- 2019:
  - Czarny mercedes jako Madame Magnes, śpiewaczka w Cafe Muza
  - Planeta singli 3 jako Krystyna Kwiatkowska, matka Ani
  - 1800 gramów jako Dorota Kołeczek, prezes fundacji
  - Solid Gold jako Krystyna
- 2020: 
  - Sala samobójców. Hejter  jako Zofia Krasucka
  - Listy do M. 4 jako Rudolf

- 2021: 
  - Bartkowiak jako Halina Bartkowiak
- 2023
  - Akademia pana Kleksa jako Królowa Wilkusów

### Seriale
Spis sporządzono na podstawie materiału źródłowego.
- 1988: Crimen jako Zocha, siostra Rosińskich (odc. 3)
- 1992: Mama – Nic jako mama
- 1995: Maszyna zmian jako mama Tosi (odc. 4)
- 1997: Boża podszewka jako Jurewicz, matka Marysi (odc. 1–9, 12–15)
- 1998: Ekstradycja 3 jako Krystyna Małek (odc. 3–10)
- 2000:
  - Twarze i maski jako Małgorzata Kamińska, żona dyrektora (odc. 1, 4, 6)
  - Na dobre i na złe jako Grażyna (odc. 12)
- 2003:
  - Zaginiona jako Marta Tokarska, matka Uli i Jacka
  - Magiczne drzewo jako mama Wikiego (odc. 2)
- 2005:
  - Boża podszewka II jako Maria Jurewicz, matka Marysi (odc. 5–10)
  - PitBull jako Dzieciobójczyni (odc. 2)
- 2006: Bezmiar sprawiedliwości jako Kamila Wilczek (odc. 3 i 4)
- 2006–2007: Pogoda na piątek jako Grażyna Borowik-Zamecznik
- 2007:
  - Tajemnica twierdzy szyfrów jako Joanna Russt, matka Natalii
  - Odwróceni jako sędzia Krystyna Marecka, sędzia Sądu Okręgowego (odc. 3–5, 8, 9, 13)
- 2008: 39 i pół jako kobieta ze snu Darka (odc. 1)
- 2009:
  - Czas honoru jako Margaret (odc. 16–19, 21–26)
  - Niania jako dyrektorka gimnazjum (odc. 124)
- 2010: 1920. Wojna i miłość jako Teresa Olszyńska, matka Zofii (odc. 2, 3, 5, 6, 8–10, 12, 13)
- 2011: Instynkt jako komisarz Anna Oster
- 2012:
  - Lekarze jako Elżbieta Bosak
  - Bez tajemnic jako Maria
- 2014: Ojciec Mateusz jako Teresa Michalska
- 2015: Telefon 110 (odc. 354 pt. „Grenzgänger”)
- 2017: Wojenne dziewczyny jako generałowa, matka Witolda i Irki
- 2018–2019: Diagnoza jako ordynator chirurgii prof. dr n. med. Bogna Mróz
- 2020: Bez skrupułów jako Krystyna
- od 2020: Nieobecni jako Elżbieta Zawada
- 2022: Mój agent jako ona sama (odc. 2)[3]

### Polski dubbing
Spis sporządzono na podstawie materiału źródłowego.
- 2002:
  - Nowy Scooby Doo jako Cher (odc. 8)
  - Spotkanie z Jezusem jako Maryla (wersja kinowa)
  - Śnieżne psy jako Barb
- 2003: Nawiedzony dwór jako Sara Evers
- 2004: Iniemamocni jako Mirage
- 2005:
  - Jan Paweł II
  - Constantine jako Gabriel
  - Zebra z klasą jako Klara
  - Opowieści z Narnii: Lew, czarownica i stara szafa jako Jadis, Biała Czarownica
- 2006:
  - Happy Wkręt jako zła macocha Frida
  - Karol. Papież, który pozostał człowiekiem jako siostra Tobiana Sobótka
- 2008:
  - WALL·E jako komputer pokładowy
  - Opowieści z Narnii: Książę Kaspian jako Jadis, Biała Czarownica
- 2009:
  - Góra Czarownic jako doktor Alex Friedman
  - Królewna Śnieżka i siedmiu krasnoludków jako królowa / wiedźma (dubbing z 2009)
- 2010:
  - Opowieści z Narnii: Podróż Wędrowca do Świtu jako Biała Czarownica
  - Zaplątani jako Gertruda
- 2012:
  - Hobbit: Niezwykła podróż jako Galadriela
  - Arktyka
- 2013:
  - Uniwersytet Potworny jako pani Dziekan
  - Hobbit: Pustkowie Smauga jako Galadriela
- 2014:
  - Jak wytresować smoka 2 jako Valka
  - Hobbit: Bitwa Pięciu Armii jako Galadriela
- 2016:
  - Legion samobójców jako Amanda Waller
  - Doktor Strange jako Starożytna
- 2017:
  - Piękna i Bestia jako Agata
  - Twój Vincent jako Louise Chevalier
- 2018: Czarna Pantera jako Ramonda
- 2019:
  - Avengers: Koniec gry jako Starożytna
  - Król lew jako Sarabi
- 2023:
  - Ogniem i mieczem jako Kurcewiczowa[5]

## Role teatralne
Spis sporządzono na podstawie materiału źródłowego.

### Teatr Wybrzeże w Gdańsku
- 1982:
  - Ślub jako Strażniczka (reż. Ryszard Major)
  - Zemsta (reż. Stanisław Hebanowski)
  - Betlejem polskie (reż. Marcel Kochańczyk)
- 1983:
  - Ubu król jako Ubica (reż. Ryszard Major)
  - Romeo i Julia jako Julia (reż. Florian Staniewski)
  - Biuro pisania podań jako Kobieta (reż. Marek Drążewski)

### Teatr Współczesny w Szczecinie
- 1984:
  - Pierścień i róża jako Czarna Wróżka (reż. Wiesław Górski)
  - Białe małżeństwo jako Paulina (reż. Ryszard Major)
  - Czarownice z Salem jako Abigail (reż. Inka Dowlasz)
- 1985:
  - W mrokach złotego pałacu, czyli Bazylissa Teofanu jako Zoe (reż. Ryszard Major)
  - Matka jako Zofia Plejtus (reż. Ryszard Major)
  - Amadeusz jako Caterina Cavalieri (reż. Wiesław Górski)
  - Sen jako Dama miasta Mordasowa (reż. Krzysztof Rościszewski)
- 1986:
  - Baśń o wronim oku jako Koń Niewidzialny, Rudolf (reż. Ryszard Major)
  - Jak się kochają w niższych sferach jako Mary Featherstone (reż. Ryszard Major)
- 1987:
  - Wesele jako Panna Młoda (reż. Ryszard Major)
  - Opętani jako Maja Ochołowska (reż. Ryszard Major)
  - Serenada jako Gabrielle (reż. Philip Boehm)
- 1988:
  - Czego nie widać jako Poppy Norton Taylor (reż. Marek Okopiński)
  - Tyle wiatru wokoło jako Teresa (reż. Ryszard Major)
  - Jak tu dzisiaj grać? (reż. Ryszard Major)
- 2007: Cz@t. Projekt rozmyślnie niedokończony jako Rozkoszna (reż. Agnieszka Cianciara, Bartosz Jarzymowski)

### Teatr Nowy w Poznaniu
- 1988: Decadance jako żona przemysłowca (reż. Jerzy Satanowski, Jan Szurmiej)
- 1989:
  - Drzewo jako żona Dudy (reż. Krzysztof Nazar)
  - Tartuffe jako Elmira (reż. Izabella Cywińska)
- 1990:
  - Wielkoludy jako Wielkolud Bera (reż. Andrzej Maleszka)
  - Portret jako Anabella (reż. Eugeniusz Korin)
  - Maszyna zmian jako kuzynka Hania (reż. Andrzej Maleszka)
  - Damy i huzary jako Zofia (reż. Janusz Nyczak)
- 2012: Życie to nie teatr (reż. Jerzy Satanowski)

### Teatr Dramatyczny w Warszawie
- 1991:
  - Metamorfozy w kilku rolach: jako Nimfa, Prokne, Cerea i narrator (reż. Michael Hackett)
  - Święty Franciszek i Wilk z Gubbio albo Kotlety świętego Franciszka jako córka Wilka i młodsza siostra (reż. Jarosław Ostaszkiewicz)
- 1992:
  - Roberto Zucco jako siostra dziewczynki (reż. Paweł Łysak)
  - Woyzeck jako Maria (reż. Paweł Wodziński)
  - Antygona jako Antygona (reż. Henryk Boukołowski)
- 1994:
  - Człowiek z La Manchy (reż. Jerzy Gruza)
  - Sztuka sukcesu jako Louisa (reż. Philip Boehm)
- 1995: Magia grzechu jako Grzech, czyli Circe (reż. Tadeusz Słobodzianek)
- 1996: Ildefonsjada (reż. Piotr Cieślak)
- 1997:
  - Wiśniowy sad jako Lubow Andriejewna Raniewska (reż. Leonid Hejfec)
  - Elektra jako Elektra (reż. Krzysztof Warlikowski)
- 1998:
  - Adam Mickiewicz... śmieszy, tumani, przestrasza... (reż. Piotr Cieślak)
  - Poskromienie złośnicy (reż. Krzysztof Warlikowski)
- 1999: Opera żebracza jako Lockitowa (reż. Piotr Cieślak)
- 2000: Salome jako Olimpia (reż. Jerzy Sawka)
- 2001: Alicja w Krainie Czarów jako Księżna (reż. Tomasz Hynek)
- 2002:
  - Morderstwo jako członkini chóru kobiet (reż. Piotr Cieślak)
  - Płatonow jako Anna (reż. Paweł Miśkiewicz)
- 2007: Kobieta z morza jako Ellida Wangel (reż. Robert Wilson)

### Teatr Rozmaitości w Warszawie
- 2001: Uroczystość jako Helene (reż. Grzegorz Jarzyna)
- 2004: Bash jako kobieta (reż. Grzegorz Jarzyna)
- 2005: Krum jako Cica (reż. Krzysztof Warlikowski)
- 2006: Giovanni jako Anna (reż. Grzegorz Jarzyna)
- 2007:
  - Macbeth jako Hekate (reż. Grzegorz Jarzyna)
  - Anioły w Ameryce jako Ethel Rosenberg (reż. Krzysztof Warlikowski)
- 2009: T.E.O.R.E.M.A.T. jako Lucia (reż. Grzegorz Jarzyna)
- 2014:
  - Koncert życzeń jako Panna Rash (reż. Yana Ross)
  - Druga kobieta jako Wiktoria Gordon i aktorka Virginia (reż. Grzegorz Jarzyna)

### Teatr Narodowy w Warszawie
- 2004: 2 maja jako Marta Dunkiewicz-Gołąb (reż. Agnieszka Glińska)
- 2006:
  - Fedra jako Fedra (reż. Maja Kleczewska)
  - Tartuffe albo szalbierz jako Elmira (reż. Jacques Lassalle)
- 2008: Iwanow jako Anna Pietrowna (reż. Jan Englert)
- 2009: Marat/Sade jako pacjentka, która miała grać pana de Sade, ale nie gra (reż. Maja Kleczewska)
- 2012:
  - Królowa Margot jako Katarzyna Medycejska (reż. Grzegorz Wiśniewski)
  - Oresteja jako Klitajmestra (reż. Maja Kleczewska)
- 2014: Lód jako Hram (reż. Konstantin Bogomołow)
- 2015: Kordian jako Archanioł (reż. Jan Englert)
- 2016: Matka Courage i jej dzieci jako matka Courage (reż. Michał Zadara)
- 2018: Ślub jako Matka i Mania (reż. Eimuntas Nekrošius)
- 2022: Maria Stuart jako Elżbieta I (reż. Grzegorz Wiśniewski)

### Teatr Telewizji
- 1988: Listy do Niny jako Nina (reż. Ryszard Major)
- 1989: Cyklop jako dama dworu (reż. Izabella Cywińska)
- 1991:
  - Tajemna ekstaza jako Katherine (reż. Tomasz Zygadło)
  - Damy u huzary jako Zosia (reż. Janusz Nyczak)
- 1992:
  - Skrzywdzeni i poniżeni jako Natasza (reż. Izabella Cywińska)
  - Moskwa – Pietuszki jako Księżna (reż. Tomasz Zygadło)
  - Żołnierz i bohater jako Łuka (reż. Edward Dziewoński)
- 1993: Elegia dla jednej pani jako właścicielka sklepu (reż. Tomasz Zygadło)
- 1994:
  - Warszawianka jako Marya (reż. Andrzej Chrzanowski)
  - W każdą pierwszą niedzielę (reż. Barbara Sałacka)
  - Tośka jako mama (reż. Andrzej Maleszka)
  - Szatańska gra jako Emma (reż. Waldemar Śmigasiewicz)
  - Nora jako Nora (reż. Tomasz Zygadło)
  - Cudza żona i mąż pod łóżkiem jako Żona I (reż. Krzysztof Zaleski)
- 1995:
  - Szkoła uczuć. Dzieje pewnego młodzieńca jako Panna Vatanaz (reż. Janusz Majewski)
  - Pacjentka jako Brenda Jackson (reż. Janusz Majewski)
  - O dziewczynie, która podeptała chleb jako matka Inger (reż. Agnieszka Lipiec-Wróblewska)
  - Kochankowie z klasztoru Valdemosa jako George Sand (reż. Andrzej Konic)
  - Iwanow jako Anna Pietrowna (reż. Jan Englert)
  - Don Kichot jako Aldonsa (reż. Andrzej Domalik)
- 1996:
  - Śniadanie do łóżka jako Róża (reż. Filip Zylber)
  - Kwiaty dla Ofelii jako pielęgniarka (reż. Maciej Prus)
  - Adrienne Lecouvreur jako Adrienne Lecouvreur (reż. Mariusz Treliński)
- 1997:
  - Kornelia jako pastorowa (reż. Michał Kwieciński)
  - Piękno jako Piękno (reż. Izabella Cywińska)
  - Mistrz jako Ksawera Deybel (reż. Agnieszka Lipiec-Wróblewska)
  - Księga raju jako Ewa (reż. Robert Gliński)
  - Dziady jako pani Rollison (reż. Jan Englert)
  - Casanova jako Binetti (reż. Maciej Wojtyszko)
- 1998: Człowiek do wszystkiego jako Cressida Field (reż. Krzysztof Babicki)
- 1999:
  - Top Dogs jako Wrage (reż. Filip Zylber)
  - Dwustu służących i śnieg jako Marina (reż. Krzysztof Lang)
- 2000:
  - Pani Hapgood jako pani Hapgood (reż. Filip Zylber)
  - Opera mydlana jako kobieta (reż. Ryszard Bugajski)
- 2001:
  - Królowa chłodu jako babcia Gerdy (reż. Piotr Mularuk)
  - Dotknięcia jako Ewelina Poncka (reż. Izabella Cywińska)
- 2002: Złodziejki chleba jako Teresa (reż. Natalia Koryncka-Gryz)
- 2003: Dobry adres jako Ewa Grossman (reż. Waldemar Krzystek)
- 2004: Intryga i miłość jako Lady Milford (reż. Maciej Prus)
- 2005:
  - Poskromienie złośnicy jako Karczmarka / Katarzyna (reż. Krzysztof Warlikowski)
  - Małe piwo jako Liz (reż. Waldemar Krzystek)
- 2006: Pastorałka jako Herodowa / sąsiadka (reż. Laco Adamík)
- 2006–2007: Macbeth jako Hekate (reż. Grzegorz Jarzyna)
- 2007:
  - Rodzinny show jako Helen Coogan (reż. Maciej Pieprzyca)
  - Krum jako Cica (reż. Krzysztof Warlikowski)
- 2013: Pamiętnik pani Hanki jako Magdalena (reż. Borys Lankosz)
- 2015: Zaręczyny jako Hanka (reż. Wojciech Nowak)
- 2016: Dom kobiet jako Julia (reż. Wiesław Saniewski)
- 2018: Pan Jowialski jako szambelanowa (reż. Artur Żmijewski)

### Pozostałe teatry
Towarzystwo Teatralne Pod Górkę w Warszawie
- 1993: Kolęda na cztery głosy (reż. Jacek Bursztynowicz)

Warszawska Opera Kameralna
- 1997: Ofiara Abrahama jako Sara (reż. Maciej Prus)

Teatr Scena Prezentacje w Warszawie
- 1999: Celimena i kardynał jako Celimena (reż. Romuald Szejd)

Teatr „Bagatela” im. Tadeusza Boya-Żeleńskiego w Warszawie
- 2000: Makbet jako Lady Makbet (reż. Waldemar Śmigasiewicz)

Wrocławski Teatr Współczesny
- 2003: Zwycięstwo jako wdowa Bradshaw (reż. Helena Kaut-Howson)

Narodowy Stary Teatr w Krakowie
- 2005: Krum jako Cica (reż. Krzysztof Warlikowski)

Nowy Teatr w Warszawie
- 2009: (A)pollonia (reż. Krzysztof Warlikowski)

Teatr Syrena w Warszawie
- 2012: Przebudzenie jako Lia (reż. Redbad Klijnstra

Teatr Łaźnia Nowa w Krakowie
- 2014: Koncert życzeń jako Panna Rash (reż. Yana Ross)

### Przedstawienia impresaryjne
- 2003: Pozwól mi odejść jako Marta (reż. Izabella Cywińska)
- 2004: Tamara jako Aelis Mazayer (reż. Tomasz A. Dutkiewicz)
- 2017: Życie jest bajką (reż. Daria Kopiec)